# Радагаст
Радагаст Бурий (англ. Radagast the Brown; в деяких перекадах Радагаст Брунатний) — персонаж роману Дж. Р. Р. Толкіна «Володар Перснів», четвертий з магів — істарі, член Білої Ради.
У Амані Радагаста звали Айвенділ (кв. Aiwendil — «друг пташок») — він був майаром валіе Яванни і за її наполяганням був посланий у Середзем'я в парі з Курумо (Саруманом) для допомоги йому в боротьбі з Сауроном.
Як і всі істарі, Айвенділ з'явився у постаті старої людини, що хоч і повільно проте старілася. Він був майстром зміни форми та кольору, добре знав мову тварин і міг розмовляти з ними.
Полюбивши звірів та пташок, Радагаст покинув ельфів і людей і прововодив свої дні серед диких тварин. За це він і отримав своє ім' я, що, як говорять, на старій нуменорській говірці означає «пастир тварин».
Тривалий час маг жив у місцевості Росгобел розташованій між Ірисною Низовиною та Морок — лісом.
В повісті «Гобіт» Гандальф у розмові з Беорном згадує Радагаста: 
— Я чарівник, — вів далі Гандальф. — Я чув про вас, хоча ви про мене — ні. Але, можливо, ви чули про мого доброго кузена Радаґаста, який живе на південній окраїні Морок-лісу?

— Так, здається, він непоганий хлопець як на чарівника. Раніше я час від часу бачився з ним, — відказав Беорн. — Толкін Дж. Р. Р. Розділ 8. Чудернацька оселя // Гобіт, або Туди і звідти / пер. з англ. Олени О'Лір
Коли Саруман став зрадником, то за допомогою Радагаста він став використовувати птахів з метою шпигунства за довколишніми землями (зокрема великих ворон — кребайн, що стежили за походом Братства Персня у Ерегіоні). Сам Радагаст тривалий час не здогадувався про справжні цілі, вважаючи, що допомагає стежити за слугами Саурона. Сам Саруман зневажливо відгукувався про мага, називаючи його «дурнем», "простаком" та «пташинним приборкувачем».
Влітку 3018 р. Третьої Епохи Саруман велів Радагасту розшукати Гандальфа і повідомити йому, що назгули прямують на захід, шукаючи шлях у країну дрібноросликів Шир. Радагаст зустрів Гандальфа на Зеленому Шляху поблизу Брі в День Середини Літа і передав йому наказ Сарумана з'явитись до нього в Ізенгард, не підозрюючи про зраду. Як наслідок Гандальф прибув до фортеці і потрапив у полон з якого був визволений через місяць орлом Гвагаіром Повелителем Вітрів, котрому Радагаст через звірів та птахів повідомив про назгулів та орків.
Про подальшу долю мага нічого не говориться. Сини Елронда розшукували його, щоб запросити на раду в Рівенділлі, але з Розгобела він вже кудись переселився. Відомо, що з істарів лише один Олорін (Гандальф) повернувся до Валінора, повністю виконавши покладену на нього місію. Чи повернувся на Захід Айвенділ в легендаріумі Дж. Р. Р. Толкіна не говориться.

## Походження імені
На думку Джона Д. Рейтліфа автора «Історії Гобіта» ім'я може походити від однієї з європейських мов давньоанглійської, готської та однієї з слов' янських. З них давньоанглійська близька до мов народів долини Андуїна. В ній «rad»- руна «Р», що означає «дорога», «gast» — основна назва для «духа» зі змінним значенням від ангела до «людського створіння». Радагаст — «дух дороги».
Другий можливий прототип бог західнослов'янського племені ободритів Радегаст (Radegast). Адам Бременський у своїй праці «Діяння архієпископів гамбурзької церкви» пише про храм Радегаста в західнослов'янському місті Ретра. Німецький етнограф Якоб Грімм називає Радегаста слов'янським еквівалентом германського бога Вотана та Гермеса (Меркурія) в класичному пантеоні богів.
Третім можливим прототипом є готський вождь і король Радагайс Radegaisus (помер у 406 р. н. е.), чиє ім' я згадується у деяких джерелах XVIII—XIX ст. як Радагаст (Rhadagast). Проте дана історична особа не схожа на Радагаста з легендаріуму Толкіна.

## Образ Радагаста в кіно
У фільмі Пітера Джексона «Володар Перснів: Братство Персня» образ Радагаста відсутній. Так, у фільмі Гандальф прибуває за порадою до Сарумана сам, в той час як у книзі його спрямовує Радагаст, який говорить, що той чекає на нього. Потім він же викликає йому на допомогу орла Гвайхіра, а не Гандальф просить привести до нього метелика.
Як повноцінний герой Радагаст у виконанні Сильвестра Маккоя з'являється у трилогії «Гобіт» у вигляді дивакуватого діда, що лікує їжаків, їздить на санчатах запряжених гігантськими кролями. Він володіє магією за допомогою якої відганяє від свого будинку гігантських павуків з Морок-лісу. Також він помічає в руїнах замку у Дол-гулдурі тінь Некроманта і стикається з Королем-Чаклуном, який намагається вбити його мечем, котрий Радагаст вибиває своїм магічним жезлом.
Радагаст зустрічає Гандальфа і розповідає йому про все бачене в Морок-Лісі та Дол-Гулдурі, передавши як доказ моргульський меч відбитий у Короля-Чаклуна.
Розповідь Гандальфа про події в лісі Саруман вислуховує скептично і говорить, що Радагаст більше їсть гриби і тиняється в лісі ніж займається справою, а Некромант, швидше за все — просто людина, що оволоділа чорною магією.